# Federația Comunităților Evreiești din România
Federația Comunităților Evreiești din România este organizația religioasă-etnică a evreilor în România.
Președintele Federației este (din anul 2020) Silviu Vexler.

## Istoric
Federația a fost înființată în anul 1936.
Președinți
- 1936–1940 Sigmund Birman[2]
- 1940–1941 W. Filderman[3]
- 1945–1947 W. Filderman[3]
- 1948–1951 Maximilian Popper[3]
- 1951–1961 Israel Bacalu[3]
- 1964–1994 Moses Rosen[4]
- 1994–2004 Nicolae Cajal[5]
- 2004–2005 Iulian Sorin (ad interim)[3]
- 2005–2020 Aurel Vainer[6]
- 2021-prezent Silviu Vexler[7]

## Demografie
Conform datelor recensământului din 1930 locuitorii de cult mozaic reprezentau 4,2% din populația Regatului României (în cifre absolute 756.930 de credincioși mozaici).
La recensământul din anul 2002 au fost înregistrați în România 6.179 de locuitori de cult mozaic.

## Prezență

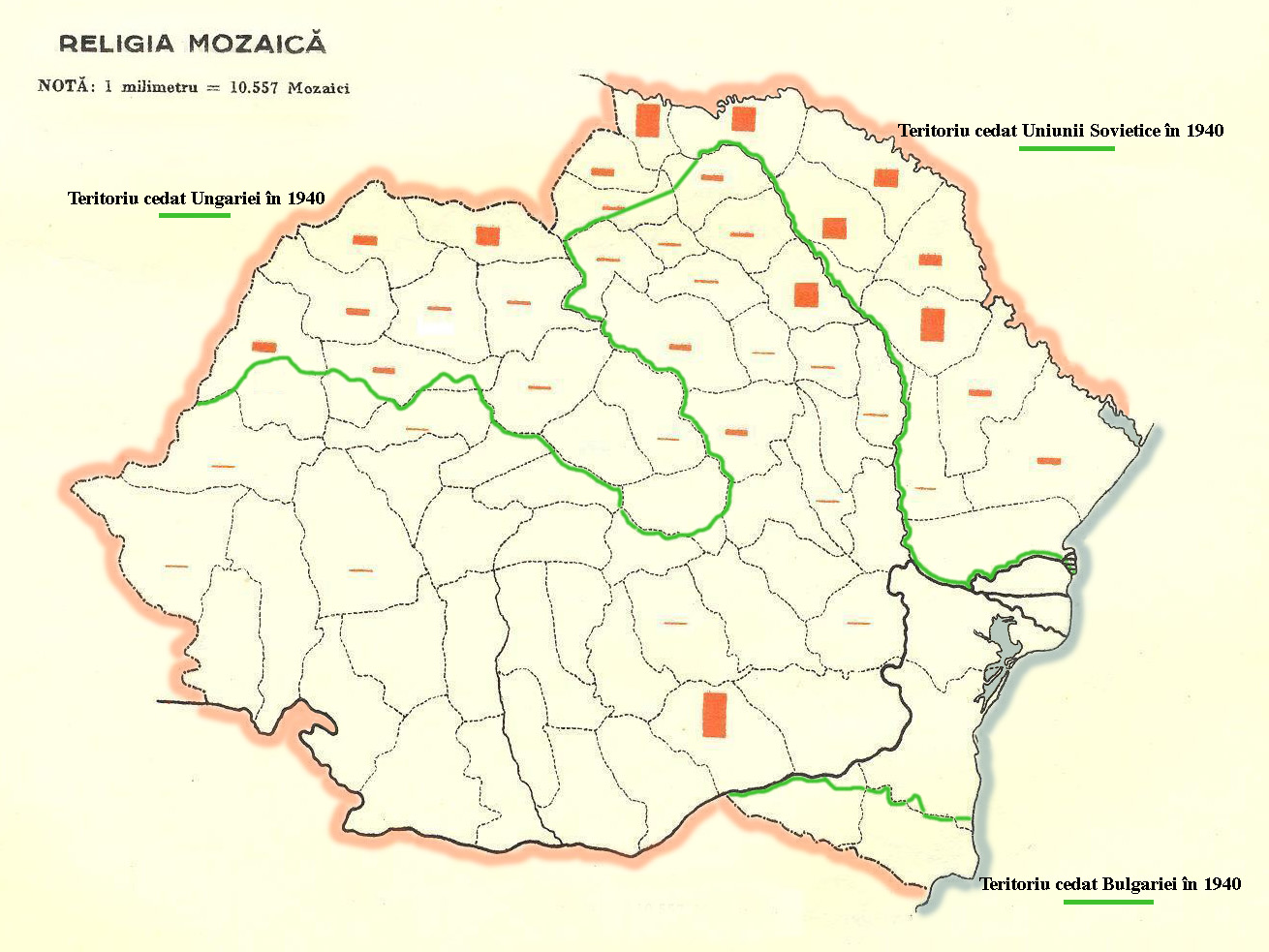
Prezența locuitorilor de cult mozaic în România conform recensământului din 1930

În 1930 județele cu cea mai mare prezență evreiască erau (în procente din totalul populației județelor respective):
- Județul Maramureș (interbelic): 20,9%,
- Județul Cernăuți (interbelic): 16,7%,
- Județul Iași (interbelic): 14,6%,
- Județul Lăpușna (interbelic): 11,9%,
- Județul Covurlui (interbelic): 9,5%,
- Județul Soroca (interbelic): 9,2%,
- Județul Botoșani (interbelic): 9,0%,
- Județul Câmpulung (interbelic): 8,2%,
- Județul Bălți (interbelic): 8,2%,
- Județul Rădăuți (interbelic): 7,2%,
- Județul Ilfov (interbelic): 7,0%,
- Județul Orhei (interbelic): 6,8%.

Credincioșii mozaici formau o parte importantă din populația orașelor Regatului României:
- Sighet (38,9%)
- Cernăuți (34,8%)
- Iași (34,4%)
- Bacău (25,0%)
- Cluj (13,4%)
- București (11,8%)
- Timișoara (10,2%)